# Trident-Konferenz
Auf der Trident-Konferenz (Dritte Washingtoner Konferenz), welche in der Zeit vom 12. bis 27. Mai 1943 in Washington, D.C. stattfand, standen Fragen der zukünftig zu verfolgenden gemeinsamen Strategie der USA und Großbritanniens im Krieg gegen Deutschland und Japan im Mittelpunkt. Die beiden teilnehmenden Delegationen wurden vom britischen Premierminister Winston Churchill und vom amerikanischen Präsidenten Franklin D. Roosevelt geleitet. Ferner fand ein Treffen des Pacific War Council statt.

## Verlauf

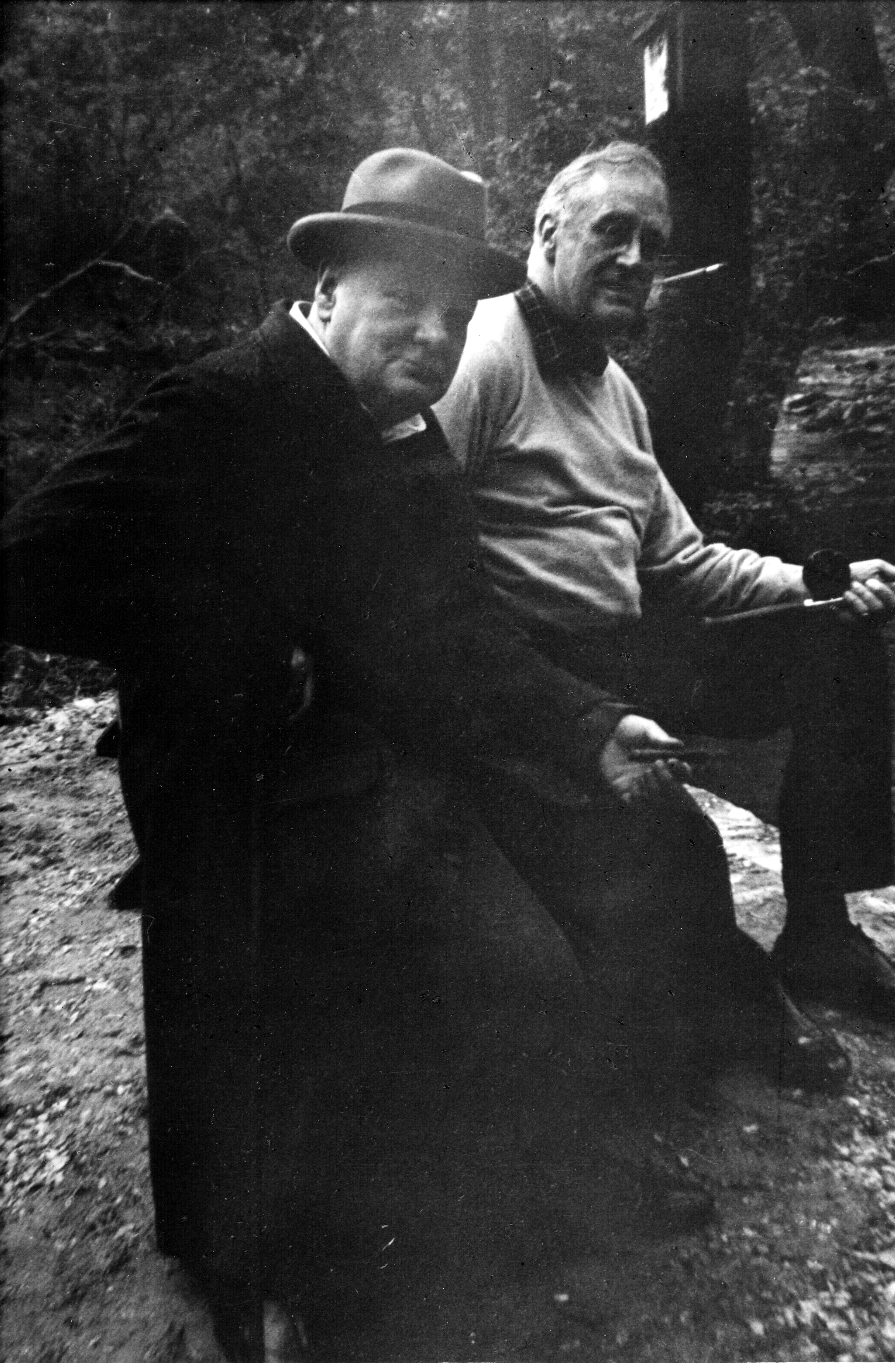
Churchill und Roosevelt entspannen beim Angeln

Auf der Konferenz traten die unterschiedlichen Ansichten der amerikanischen und britischen Seite in mehreren Punkten deutlich zutage. Die Casablanca-Konferenz im Januar 1943 hatte für Europa keine über die für den Sommer 1943 geplante Invasion Siziliens (Operation Husky) hinausreichenden Ziele für das Jahr 1943 festgelegt. Das britische Konzept, durch Fortsetzung der Operationen im Mittelmeerraum die Erfolgsaussichten für eine Invasion in Nordfrankreich im Jahr 1944 zu verbessern, Italien zum Ausscheren aus der Front der Achsenmächte zu bewegen und die Sowjetunion auf diese Weise bestmöglich zu entlasten, traf auf amerikanische Vorbehalte. Man befürchtete, dass dadurch zu viele Truppen und Ressourcen dauerhaft auf dem Mittelmeerkriegsschauplatz gebunden und die Operation Roundup gefährdet werden würde. Man einigte sich schließlich auf die Fortsetzung begrenzter Operationen gegen Italien, über die auf einem Folgetreffen (→ Quadrant-Konferenz) endgültig entschieden werden sollte. Zugleich sollte die Operation Bolero (Aufbau von US-Truppen in Großbritannien) wie geplant durchgeführt werden. Als vorläufiges Zieldatum für die Invasion in Frankreich wurde der 1. Mai 1944 festgelegt.
Eine weitere Kontroverse betraf die in Casablanca in Aussicht gestellte Operation Anakim zur Rückeroberung Burmas in der Trockenzeit 1943/44. Es gelang weder den amerikanischen noch den hierfür eingeladenen chinesischen Vertretern, die Briten von ihrem Standpunkt abzubringen, dass ein solches weitreichendes Unternehmen kaum Aussicht auf Erfolg haben würde und deshalb unterbleiben sollte. Es wurde entschieden, statt den Versuch zu unternehmen, die Burmastraße zu öffnen, die Anstrengungen zur Luftversorgung Chinas über „The Hump“ zu intensivieren und nur begrenzte Bodenoperationen zur Sicherung der hierfür notwendigen Basen durchzuführen.
Weitere besprochene Themen umfassten unter anderem die geplante Besetzung der Azoren zur besseren Sicherung der Atlantik-Konvois, einen detaillierten Plan für den Luftkrieg gegen Deutschland und einen von den USA geplanten Luftangriff auf die Ölraffinerien im rumänischen Ploiești (→ Operation Tidal Wave), ferner militärische Lieferungen an die Türkei und die Ausrüstung der freifranzösischen Streitkräfte in Nordafrika.